# Frank Zappa/Diskografie
Diese Diskografie ist eine Übersicht über die musikalischen Werke des US-amerikanischen Musikers und Komponisten Frank Zappa. Er veröffentlichte zu Lebzeiten 62 Musikalben. Seit seinem Tod am 4. Dezember 1993 wurden mehr als 50 weitere Alben mit seiner Musik veröffentlicht. Zappa wurde 1995 in die Rock and Roll Hall of Fame aufgenommen und erhielt zwei Grammy Awards, 1987 den Grammy Award for Best Rock Instrumental Performance für das Album Jazz from Hell und 1995 den Grammy Award for Best Boxed or Special Limited Edition Package für das Album Civilization Phaze III.

## Alben

### Studioalben
| Jahr | Titel Musiklabel                                                        | Höchstplatzierung, Gesamtwochen, AuszeichnungChartplatzierungen (Jahr, Titel, Musiklabel, Platzierungen, Wochen, Auszeichnungen, Anmerkungen) | Höchstplatzierung, Gesamtwochen, AuszeichnungChartplatzierungen (Jahr, Titel, Musiklabel, Platzierungen, Wochen, Auszeichnungen, Anmerkungen) | Höchstplatzierung, Gesamtwochen, AuszeichnungChartplatzierungen (Jahr, Titel, Musiklabel, Platzierungen, Wochen, Auszeichnungen, Anmerkungen) | Höchstplatzierung, Gesamtwochen, AuszeichnungChartplatzierungen (Jahr, Titel, Musiklabel, Platzierungen, Wochen, Auszeichnungen, Anmerkungen) | Höchstplatzierung, Gesamtwochen, AuszeichnungChartplatzierungen (Jahr, Titel, Musiklabel, Platzierungen, Wochen, Auszeichnungen, Anmerkungen) | Anmerkungen |
| Jahr | Titel Musiklabel                                                        | DE | AT | CH | UK | US | Anmerkungen |
| ---- | ----------------------------------------------------------------------- | --- | --- | --- | --- | --- | --- |
| 1966 | Freak Out! Verve Records                                                | — | — | — | — | US130 (23 Wo.)US | Erstveröffentlichung: 27. Juni 1966 mit The Mothers of Invention |
| 1967 | Absolutely Free Verve Records                                           | — | — | — | — | US41 (22 Wo.)US | Erstveröffentlichung: 26. Juni 1967 mit The Mothers of Invention |
| 1968 | We’re Only in It for the Money Verve Records                            | — | — | — | UK31 (5 Wo.)UK | US30 (… Wo.)US | Erstveröffentlichung: 4. März 1968 mit The Mothers of Invention |
| 1968 | Lumpy Gravy Verve Records                                               | — | — | — | — | US159 (… Wo.)US | Erstveröffentlichung: 13. Mai 1968 mit Abnuceals Emuukha Electric Symphony Orchestra                                                                                   |
| 1968 | Cruising with Ruben & the Jets Verve Records                            | — | — | — | — | US110 (12 Wo.)US | Erstveröffentlichung: 2. Dezember 1968 mit The Mothers of Invention |
| 1969 | Mothermania Verve Records                                               | — | — | — | — | US151 (9 Wo.)US | Erstveröffentlichung: 24. März 1969 mit The Mothers of Invention |
| 1969 | Uncle Meat Bizarre Records                                              | — | — | — | — | US43 (11 Wo.)US | Erstveröffentlichung: 21. April 1969 mit The Mothers of Invention |
| 1969 | Hot Rats Bizarre Records                                                | DE45 (1 Wo.)DE | — | — | UK9 (29 Wo.)UK | US173 (6 Wo.)US | Erstveröffentlichung: 15. Oktober 1969 |
| 1970 | Burnt Weeny Sandwich Bizarre Records                                    | — | — | — | UK17 (3 Wo.)UK | US94 (8 Wo.)US | Erstveröffentlichung: Februar 1970 mit The Mothers of Invention |
| 1970 | Weasels Ripped My Flesh Bizarre Records                                 | — | — | — | UK28 (4 Wo.)UK | US189 (3 Wo.)US | Erstveröffentlichung: 10. August 1970 mit The Mothers of Invention |
| 1970 | Chunga’s Revenge Bizarre Records                                        | — | — | — | UK43 (1 Wo.)UK | US119 (14 Wo.)US | Erstveröffentlichung: Herbst 1970 |
| 1972 | Waka/Jawaka Bizarre Records                                             | DE24 (2 Wo.)DE | — | — | — | US152 (7 Wo.)US | Erstveröffentlichung: 5. Juli 1972 |
| 1973 | Over-Nite Sensation DiscReet Records                                    | DE21 (1 Wo.)DE | AT68 (1 Wo.)AT | — | — | US32 Gold · (50 Wo.)US | Erstveröffentlichung: 7. September 1973 mit The Mothers of Invention Wiederveröffentlichung: 17. November 2023 (50th Anniversary) in DE und AT erst 2023 in den Charts |
| 1974 | Apostrophe (’) DiscReet Records                                         | DE7 (1 Wo.)DE | AT31 (1 Wo.)AT | CH30 (1 Wo.)CH | — | US10 Gold · (43 Wo.)US | Erstveröffentlichung: 22. April 1974 Wiederveröffentlichung: 13. September 2024 (50th Anniversary) in DE und CH erst 2024 in den Charts                                |
| 1975 | One Size Fits All DiscReet Records                                      | — | — | — | — | US26 (12 Wo.)US | Erstveröffentlichung: 25. Juni 1975 mit The Mothers of Invention |
| 1975 | Bongo Fury DiscReet Records                                             | — | — | — | — | US66 (8 Wo.)US | Erstveröffentlichung: 2. Oktober 1975 mit Captain Beefheart und The Mothers of Invention                                                                               |
| 1976 | Zoot Allures Warner Bros. Records                                       | — | — | — | UK— SilberUK | US61 (13 Wo.)US | Erstveröffentlichung: 20. Oktober 1976 |
| 1978 | Studio Tan DiscReet Records                                             | — | — | — | — | US147 (6 Wo.)US | Erstveröffentlichung: September 1978 |
| 1979 | Sleep Dirt DiscReet Records                                             | — | — | — | — | US175 (4 Wo.)US | Erstveröffentlichung: 12. Januar 1979 |
| 1979 | Orchestral Favorites DiscReet Records                                   | DE48 (1 Wo.)DE | — | CH77 (1 Wo.)CH | — | US168 (4 Wo.)US | Erstveröffentlichung: 4. Mai 1979 |
| 1979 | Joe’s Garage Act I Zappa Records                                        | DE41 (1 Wo.)DE | AT8 (8 Wo.)AT | — | UK62 (3 Wo.)UK | US27 (25 Wo.)US | Erstveröffentlichung: 3. September 1979 |
| 1979 | Joe’s Garage Acts II & III Zappa Records                                | DE31 (33 Wo.)DE | AT9 (10 Wo.)AT | — | UK75 (1 Wo.)UK | US53 (12 Wo.)US | Erstveröffentlichung: 19. November 1979 |
| 1981 | You Are What You Is Barking Pumpkin Records                             | — | — | — | UK51 (2 Wo.)UK | US93 (7 Wo.)US | Erstveröffentlichung: 23. September 1981 |
| 1982 | Ship Arriving Too Late to Save a Drowning Witch Barking Pumpkin Records | DE65 (1 Wo.)DE | — | — | UK61 (4 Wo.)UK | US23 (22 Wo.)US | Erstveröffentlichung: 3. Mai 1982 |
| 1983 | The Man from Utopia Barking Pumpkin Records                             | — | — | — | UK87 (1 Wo.)UK | US153 (5 Wo.)US | Erstveröffentlichung: 28. März 1983 |
| 1984 | Them or Us Barking Pumpkin Records                                      | DE42 (4 Wo.)DE | — | — | UK53 (2 Wo.)UK | — | Erstveröffentlichung: Dezember 1984 |
| 1985 | Frank Zappa Meets the Mothers of Prevention Barking Pumpkin Records     | — | — | — | — | US153 (6 Wo.)US | Erstveröffentlichung: November 1985 |
| 1988 | Guitar Barking Pumpkin Records                                          | DE40 (5 Wo.)DE | AT25 (2 Wo.)AT | — | UK82 (2 Wo.)UK | — | Erstveröffentlichung: April 1988 |
| 1993 | The Yellow Shark Barking Pumpkin Records                                | DE61 (8 Wo.)DE | AT30 (1 Wo.)AT | — | — | — | Erstveröffentlichung: Oktober 1993 mit Ensemble Modern |
| 1994 | Civilization Phaze III Barking Pumpkin Records                          | DE87 (5 Wo.)DE | — | — | — | — | Erstveröffentlichung: Dezember 1994 |

grau schraffiert: keine Chartdaten aus diesem Jahr verfügbar
Weitere Studioalben
| - 1972: The Grand Wazoo (mit The Mothers of Invention) - 1983: London Symphony Orchestra, Vol. I - 1984: Boulez Conducts Zappa: The Perfect Stranger - 1984: Francesco Zappa - 1984: Thing-Fish - 1985: The Old Masters, Box I - 1986: The Old Masters, Box II - 1986: Jazz from Hell - 1987: London Symphony Orchestra, Vol. II - 1987: The Old Masters, Box III - 1996: The Lost Episodes - 1996: Läther - 1997: Have I Offended Someone? - 1998: Mystery Disc - 1999: Everything Is Healing Nicely - 2004: Joe’s Corsage (mit The Mothers of Invention) - 2004: Joe’s Domage - 2005: Joe’s XMASage - 2006: Imaginary Diseases - 2006: Trance-Fusion | - 2007: The Dub Room Special! - 2007: Wazoo - 2008: One Shot Deal - 2008: Joe’s Menage - 2010: Greasy Love Songs A FZ Audio Documentary - 2010: Congress Shall Make No Law... - 2011: Feeding the Monkies at Ma Maison - 2012: Understanding America - 2012: Finer Moments - 2014: Joe’s Camouflage - 2015: Dance Me This - 2015: 200 Motels: The Suites (LA Philharmonic dirigiert von Esa-Pekka Salonen) - 2016: The Crux of the Biscuit - 2016: Frank Zappa for President - 2016: Meat Light – The Uncle Meat Projekt/Object Audio Documentary - 2016: Little Dots - 2023: Funky Nothingness |

### Livealben
| Jahr | Titel Musiklabel                                                   | Höchstplatzierung, Gesamtwochen, AuszeichnungChartplatzierungen (Jahr, Titel, Musiklabel, Platzierungen, Wochen, Auszeichnungen, Anmerkungen) | Höchstplatzierung, Gesamtwochen, AuszeichnungChartplatzierungen (Jahr, Titel, Musiklabel, Platzierungen, Wochen, Auszeichnungen, Anmerkungen) | Höchstplatzierung, Gesamtwochen, AuszeichnungChartplatzierungen (Jahr, Titel, Musiklabel, Platzierungen, Wochen, Auszeichnungen, Anmerkungen) | Höchstplatzierung, Gesamtwochen, AuszeichnungChartplatzierungen (Jahr, Titel, Musiklabel, Platzierungen, Wochen, Auszeichnungen, Anmerkungen) | Höchstplatzierung, Gesamtwochen, AuszeichnungChartplatzierungen (Jahr, Titel, Musiklabel, Platzierungen, Wochen, Auszeichnungen, Anmerkungen) | Anmerkungen                                                           |
| Jahr | Titel Musiklabel                                                   | DE | AT | CH | UK | US | Anmerkungen                                                           |
| ---- | ------------------------------------------------------------------ | --- | --- | --- | --- | --- | --------------------------------------------------------------------- |
| 1971 | Fillmore East – June 1971 Bizarre Records                          | — | — | — | — | US38 (… Wo.)US | Erstveröffentlichung: 2. August 1971 mit The Mothers of Invention     |
| 1972 | Just Another Band from L.A. Bizarre Records                        | — | — | — | — | US85 (… Wo.)US | Erstveröffentlichung: 26. März 1972 mit The Mothers of Invention      |
| 1974 | Roxy & Elsewhere DiscReet Records                                  | — | — | — | — | US27 (18 Wo.)US | Erstveröffentlichung: 10. September 1974 mit The Mothers of Invention |
| 1978 | Zappa in New York DiscReet Records                                 | DE20 (1 Wo.)DE | AT74 (1 Wo.)AT | CH64 (1 Wo.)CH | UK55 (1 Wo.)UK | US57 (8 Wo.)US | Erstveröffentlichung: 3. März 1978                                    |
| 1979 | Sheik Yerbouti Zappa Records                                       | DE10 Gold · (36 Wo.)DE | AT6 (20 Wo.)AT | — | UK32 (7 Wo.)UK | US21 (23 Wo.)US | Erstveröffentlichung: 3. März 1979                                    |
| 1981 | Tinsel Town Rebellion Barking Pumpkin Records                      | DE23 (9 Wo.)DE | AT9 (8 Wo.)AT | — | UK55 (4 Wo.)UK | US66 (11 Wo.)US | Erstveröffentlichung: 11. Mai 1981                                    |
| 1983 | Baby Snakes Barking Pumpkin Records                                | DE67 (1 Wo.)DE | — | — | — | — | Erstveröffentlichung: 9. Juni 1983                                    |
| 1991 | The Best Band You Never Heard in Your Life Barking Pumpkin Records | DE67 (1 Wo.)DE | — | CH30 (53 Wo.)CH | — | — | Erstveröffentlichung: April 1991                                      |
| 2019 | Halloween 73 Highlights Zappa Records                              | DE56 (1 Wo.)DE | — | — | — | — | Erstveröffentlichung: 2019                                            |
| 2020 | Halloween 81 Highlights Zappa Records                              | DE38 (1 Wo.)DE | — | CH77 (1 Wo.)CH | — | — | Erstveröffentlichung: 2020                                            |
| 2021 | Zappa 88: The Last U.S. Show Barking Pumpkin Records               | DE9 (2 Wo.)DE | AT19 (1 Wo.)AT | CH8 (2 Wo.)CH | — | — | Erstveröffentlichung: 2021                                            |
| 2022 | The Mothers 1971 Zappa Records                                     | DE18 (1 Wo.)DE | — | CH41 (2 Wo.)CH | — | — | Erstveröffentlichung: 2022                                            |
| 2022 | Zappa ’75: Zagreb/Ljubljana Zappa Records                          | DE61 (1 Wo.)DE | — | — | — | — | Erstveröffentlichung: 21. Oktober 2022                                |
| 2023 | Zappa ’80: Mudd Club/Munich Zappa Records                          | DE33 (1 Wo.)DE | — | CH50 (1 Wo.)CH | — | — | Erstveröffentlichung: 3. März 2023                                    |
| 2023 | Zappa ’80: Munich Zappa Records                                    | DE75 (1 Wo.)DE | — | — | — | — | Erstveröffentlichung: 31. März 2023                                   |
| 2024 | Whisky a Go Go 1968 Zappa Records                                  | DE67 (2 Wo.)DE | AT54 (1 Wo.)AT | CH39 (1 Wo.)CH | — | — | Erstveröffentlichung: 21. Juni 2024                                   |
| 2025 | Cheaper Than Cheep Zappa Records                                   | DE14 (1 Wo.)DE | AT36 (1 Wo.)AT | CH38 (1 Wo.)CH | — | — | Erstveröffentlichung: 9. Mai 2025                                     |

grau schraffiert: keine Chartdaten aus diesem Jahr verfügbar
Weitere Livealben:
- 1981: Shut Up ’n Play Yer Guitar
- 1981: Shut Up ’n Play Yer Guitar Some More
- 1981: Return of the Son of Shut Up ’n Play Yer Guitar
- 1986: Does Humor Belong in Music?
- 1988: You Can’t Do That on Stage Anymore, Vol. 1
- 1988: You Can’t Do That on Stage Anymore, Vol. 2
- 1988: Broadway the Hard Way
- 1989: You Can’t Do That on Stage Anymore, Vol. 3
- 1991: The Best Band You Never Heard in Your Life
- 1991: You Can’t Do That on Stage Anymore, Vol. 4
- 1991: Make a Jazz Noise Here
- 1992: You Can’t Do That on Stage Anymore, Vol. 5
- 1992: You Can’t Do That on Stage Anymore, Vol. 6
- 1992: Playground Psychotics (mit The Mothers of Invention)
- 1993: Ahead of Their Time (mit The Mothers of Invention)
- 1996: Frank Zappa Plays the Music of Frank Zappa: A Memorial Tribute
- 2002: FZ:OZ
- 2007: Buffalo
- 2009: Philly ’76
- 2010: Hammersmith Odeon
- 2011: Carnegie Hall (mit The Mothers of Invention)
- 2012: Road Tapes, Venue 1 (mit The Mothers of Invention)
- 2013: Road Tapes, Venue 2 (mit The Mothers of Invention)
- 2014: Roxy by Proxy
- 2016: Road Tapes, Venue 3 (mit The Mothers of Invention)
- 2016: Chicago 78
- 2017: Halloween 77
- 2022: Rainbow Theatre London, England December 10, 1971
- 2022: Zappa/Erie
- 2023: Zappa ’80 Mudd Club

### Kompilationen
| Jahr | Titel Musiklabel                 | Höchstplatzierung, Gesamtwochen, AuszeichnungChartplatzierungen (Jahr, Titel, Musiklabel, Platzierungen, Wochen, Auszeichnungen, Anmerkungen) | Höchstplatzierung, Gesamtwochen, AuszeichnungChartplatzierungen (Jahr, Titel, Musiklabel, Platzierungen, Wochen, Auszeichnungen, Anmerkungen) | Höchstplatzierung, Gesamtwochen, AuszeichnungChartplatzierungen (Jahr, Titel, Musiklabel, Platzierungen, Wochen, Auszeichnungen, Anmerkungen) | Höchstplatzierung, Gesamtwochen, AuszeichnungChartplatzierungen (Jahr, Titel, Musiklabel, Platzierungen, Wochen, Auszeichnungen, Anmerkungen) | Höchstplatzierung, Gesamtwochen, AuszeichnungChartplatzierungen (Jahr, Titel, Musiklabel, Platzierungen, Wochen, Auszeichnungen, Anmerkungen) | Anmerkungen                                             |
| Jahr | Titel Musiklabel                 | DE | AT | CH | UK | US | Anmerkungen                                             |
| ---- | -------------------------------- | --- | --- | --- | --- | --- | ------------------------------------------------------- |
| 1971 | Worst of the Mothers MGM Records | — | — | — | — | — | Erstveröffentlichung: 1971 mit The Mothers of Invention |
| 1995 | Strictly Commercial Rykodisc     | DE51 (8 Wo.)DE | — | CH12 (5 Wo.)CH | UK45 (3 Wo.)UK | — | Erstveröffentlichung: 1995                              |

grau schraffiert: keine Chartdaten aus diesem Jahr verfügbar
Weitere Kompilationen
- 1968: The **** of the Mothers (mit The Mothers of Invention)
- 1970: The Mothers of Invention
- 1987: The Guitar World According to Frank Zappa
- 1997: Strictly Genteel
- 1998: Cucamonga
- 1998: Cheap Thrills
- 1999: Son of Cheep Thrills
- 2002: Threesome No. 1 (enthält Freak Out, Absolutely Free, We’re Only in It for the Money)
- 2002: Threesome No. 2 (enthält Hot Rats, Waka/Jawaka, The Grand Wazoo)
- 2004: The Best of Frank Zappa
- 2006: The Frank Zappa AAAFNRAA Birthday Bundle 2006
- 2008: The Frank Zappa AAAFNRAAA Birthday Bundle 2008
- 2010: The Frank Zappa AAAFNRAAAA Birthday Bundle 2010
- 2011: The Frank Zappa AAAFNRAAAAAM Birthday Bundle 2011
- 2014: The Frank Zappa AAAFNRAA Birthday Bundle 21.12.2014
- 2016: ZAPPAtite
- 2022: Waka/Wazoo

### Soundtracks
| Jahr | Titel Musiklabel                                         | Höchstplatzierung, Gesamtwochen, AuszeichnungChartplatzierungen (Jahr, Titel, Musiklabel, Platzierungen, Wochen, Auszeichnungen, Anmerkungen) | Höchstplatzierung, Gesamtwochen, AuszeichnungChartplatzierungen (Jahr, Titel, Musiklabel, Platzierungen, Wochen, Auszeichnungen, Anmerkungen) | Höchstplatzierung, Gesamtwochen, AuszeichnungChartplatzierungen (Jahr, Titel, Musiklabel, Platzierungen, Wochen, Auszeichnungen, Anmerkungen) | Höchstplatzierung, Gesamtwochen, AuszeichnungChartplatzierungen (Jahr, Titel, Musiklabel, Platzierungen, Wochen, Auszeichnungen, Anmerkungen) | Höchstplatzierung, Gesamtwochen, AuszeichnungChartplatzierungen (Jahr, Titel, Musiklabel, Platzierungen, Wochen, Auszeichnungen, Anmerkungen) | Anmerkungen                                                                                             |
| Jahr | Titel Musiklabel                                         | DE | AT | CH | UK | US | Anmerkungen                                                                                             |
| ---- | -------------------------------------------------------- | --- | --- | --- | --- | --- | --- |
| 1971 | 200 Motels United Artists Records                        | DE44 (1 Wo.)DE | — | CH41 (1 Wo.)CH | — | US59 (13 Wo.)US | mit The Mothers of Invention Erstveröffentlichung: 4. Oktober 1971, in DE/CH erst 2021/22 in den Charts |
| 2013 | A Token of His Extreme Zappa Records                     | DE39 (1 Wo.)DE | — | CH10 (1 Wo.)CH | — | — | Erstveröffentlichung: 2013                                                                              |
| 2015 | Roxy The Soundtrack Zappa Records                        | DE39 (1 Wo.)DE | — | CH7 (3 Wo.)CH | — | — | Erstveröffentlichung: 2015 Roxy The Movie DVD/CD oder BD/CD                                             |
| 2020 | Zappa (Original Motion Picture Soundtrack) Zappa Records | DE21 (2 Wo.)DE | AT73 (1 Wo.)AT | CH51 (1 Wo.)CH | — | — | Erstveröffentlichung: 2020                                                                              |

grau schraffiert: keine Chartdaten aus diesem Jahr verfügbar
Weitere Soundtracks
- 2012: Baby Snakes: The Complete Soundtrack

### Tributealben
| - 1970: King Kong: Jean-Luc Ponty Plays the Music of Frank Zappa (Jean-Luc Ponty) - 1990: The BRT Big Band Plays Frank Zappa (BRT Big Band) - 1992: Yahozna Plays Zappa (Yahonza) - 1993: Zappa’s Universe—A Celebration of 25 Years of Frank Zappa’s Music (Joel Thome/Orchestra of Our Time) - 1993: Smart Went Crazy (Meridian Arts Ensemble) - 1994: Harmonia Meets Zappa (Harmonia Ensemble) - 1994: What’s the Ugliest Part of Your Body? (Jon Poole) - 1995: Music by Frank Zappa (Omnibus Wind Ensemble) - 1995: Thanks to Frank (Warren Cuccurullo) - 1995: Prime Meridian (Meridian Arts Ensemble) - 1995: A Tribute To The Music Of Frank Zappa (The Band from Utopia) - 1996: Anxiety Of Influence (Meridian Arts Ensemble) - 1997: Frankincense: The Muffin Men Play Zappa (Muffin Men) - 1997: Plays The Music of Frank Zappa (The Ed Palermo Big Band) - 1997: Dischordancies Abundant (CoCö Anderson) - 1998: Zappe Zappa (Pierre-Jean Gaucher) - 1998: Ear Mind I (Meridian Arts Ensemble) - 1998: Sta Chitarra Ammazzera ’Tua Madre (Ossi Duri) - 2000: Frankly a Cappella (The Persuasions) - 2000: The Zappa Album (Ensemble Ambrosius) - 2000: Bohuslän Big Band Plays Frank Zappa (Bohuslän Big Band) - 2001: Fric Out ! (Nasal Retentive Orchestra) - 2002: Have a Bun (Nasal Retentive Orchestra) - 2002: Prophetic Attitude (Le Concert Impromptu & Bossini) - 2003: Ensemble Modern Plays Frank Zappa: Greggery Peccary & Other Persuasions (Ensemble Modern) - 2003: UMO Jazz Orchestra: UMO plays Frank Zappa feat. Marzi Nyman - 2003: Tales Of Brave Flegmar (Nasal Retentive Orchestra) | - 2003: Oh No!... Just Another Frank Zappa Memorial Barbecue! (LeBocal) - 2003: Zapparcie, czyli uboczne skutki jedzenia żółtego śniegu (Prząśniczki & Tymon Tymański) - 2003 und 2008: The Purple Cucumber – A Zappa Tribute (BRTN Philharmonic Orchestra & Zucchini Rocking Teenage Combo) - 2004: NRO Live (Nasal Retentive Orchestra) - 2005: Lemme Take You to the Beach: Surf Instrumental Bands playing the music of Zappa (Cordelia Records) - 2005: Frank Zappa’s Hot Licks (and Funny Smells) (Colin Towns und die NDR Bigband) - 2005: Zappostrophe (Marc Guillermont) - 2006: Take Your Clothes Off When You Dance (The Ed Palermo Big Band) - 2007: Music for Hungry People (Nasal Retentive Orchestra) - 2007: Struber Z’Tett Plays Zappa Live: Les Noces De Dada (Struber Z’Tett) - 2007: 2G (Pierre-Jean Gaucher & Christophe Godin) - 2008: Zappa Plays Zappa (Dweezil Zappa) - 2009: Eddy Loves Frank (The Ed Palermo Big Band) - 2012: Does Humor Belong in Classical Music? (Inventionis Mater) - 2013: The Brass from Utopia (A Frank Zappa Tribute) (The Norwegian Wind Ensemble) - 2014: Perfect Strangers (Heiner Goebbels, Frank Zappa) (The Norwegian Radio Orchestra) - 2014: Sheik Yer Zappa (Stefano Bollani) - 2014: Kong’s Revenge (Inventionis Mater) - 2014: Oh No! Not Jazz!! (The Ed Palermo Big Band) - 2015: Around Zappa (CD+DVD live at Blue Note Milano) (Quintorigo con Roberto Gatto) - 2016: Zapping (Inventionis Mater) - 2018: Zappa Spielt Für Bach = Zappa Plays For Bach In St. Katharinen Hamburg Live (Ensemble Ambrosius feat. Napoleon Murphy Brock) |

## Singles
| Jahr | Titel Album                                                   | Höchstplatzierung, Gesamtwochen, AuszeichnungChartplatzierungen (Jahr, Titel, Album, Platzierungen, Wochen, Auszeichnungen, Anmerkungen) | Höchstplatzierung, Gesamtwochen, AuszeichnungChartplatzierungen (Jahr, Titel, Album, Platzierungen, Wochen, Auszeichnungen, Anmerkungen) | Höchstplatzierung, Gesamtwochen, AuszeichnungChartplatzierungen (Jahr, Titel, Album, Platzierungen, Wochen, Auszeichnungen, Anmerkungen) | Höchstplatzierung, Gesamtwochen, AuszeichnungChartplatzierungen (Jahr, Titel, Album, Platzierungen, Wochen, Auszeichnungen, Anmerkungen) | Höchstplatzierung, Gesamtwochen, AuszeichnungChartplatzierungen (Jahr, Titel, Album, Platzierungen, Wochen, Auszeichnungen, Anmerkungen) | Anmerkungen                                                                            |
| Jahr | Titel Album                                                   | DE | AT | CH | UK | US | Anmerkungen                                                                            |
| ---- | ------------------------------------------------------------- | --- | --- | --- | --- | --- | -------------------------------------------------------------------------------------- |
| 1974 | Dont Eat the Yellow Snow Suite Apostrophe (’)                 | — | — | — | — | US86 (4 Wo.)US | Erstveröffentlichung: 1974 B-Seite Cosmik Debris                                       |
| 1976 | Disco Boy Zoot Allures                                        | — | — | — | — | — | Erstveröffentlichung: 1976 B-Seite Ms. Pinky                                           |
| 1979 | Dancin’ Fool Sheik Yerbouti                                   | — | — | — | — | US45 (8 Wo.)US | Erstveröffentlichung: 1979 B-Seite Baby Snakes                                         |
| 1979 | Bobby Brown Sheik Yerbouti                                    | DE4 (50 Wo.)DE | AT2 Gold · (31 Wo.)AT | CH5 (24 Wo.)CH | — | — | Erstveröffentlichung: 1979 B-Seite Stick It Out (vom Album Joe’s Garage Acts II & III) |
| 1980 | I Don’t Wanna Get Drafted –                                   | DE71 (3 Wo.)DE | — | — | — | — | Erstveröffentlichung: 1980 B-Seite Ancient Armaments                                   |
| 1982 | Valley Girl Ship Arriving Too Late to Save a Drowning Witch   | — | — | — | — | US32 (12 Wo.)US | Erstveröffentlichung: 1982 B-Seite You Are What You Is (vom Album You Are What You Is) |
| 1991 | Stairway to Heaven The Best Band You Never Heard in Your Life | — | — | CH9 (8 Wo.)CH | — | — | Erstveröffentlichung: 1991 B-Seite Bolero                                              |
| 1998 | Cheap Thrills                                                 | — | — | — | UK83 (5 Wo.)UK | — | Erstveröffentlichung: 1998 B-Seite unbekannt                                           |

Weitere Singles
- 1966: How Could I Be Such a Fool? (B-Seite: Help I’m a Rock (3rd Movement: It Can’t Happen’ Here) – vom Album Freak Out!)
- 1966: Trouble Comin’ Every Day (B-Seite: Who Are the Brain Police? – vom Album Freak Out!)
- 1967: Big Leg Emma (B-Seite: Why Don’t You Do Me Right? – nicht auf Album veröffentlichte Tracks (später auf der CD-Version von Absolutely Free veröffentlicht))
- 1967: Son of Suzy Creamcheese (B-Seite: Big Leg Emma – vom Album Absolutely Free)
- 1967: Lonely Little Girl (B-Seite: Mother People – vom Album We’re Only In It for the Money)
- 1968: Motherly Love (B-Seite: I Ain’t Got No Heart – vom Album Freak Out!)
- 1968: Deseri (B-Seite: Jelly Roll Gum Drop – vom Album Cruising with Ruben & the Jets)
- 1968: Anyway the Wind Blows (B-Seite: Jelly Roll Gum Drop – vom Album Cruising with Ruben & the Jets)
- 1969: WPLJ (B-Seite: My Guitar (vom Album Weasels Ripped My Flesh) – vom Album Burnt Weeny Sandwich)
- 1969: My Guitar (Original Version) (B-Seite: Dog Breath – nicht auf Album veröffentlichte Tracks (später auf der CD You Can’t Do That on Stage Anymore, Vol. 5 veröffentlicht))
- 1970: Peaches en Regalia (B-Seite: Little Umbrellas – vom Album Hot Rats)
- 1970: Tell Me You Love Me (B-Seite: Will You Go All the Way for the U.S.A.? – vom Album Chunga’s Revenge)
- 1971: Tears Began to Fall (Remix) (B-Seite: Junier Mintz Boogie (non-album track) – vom Album Fillmore East – June 1971)
- 1971: Magic Fingers (B-Seite: Daddy, Daddy, Daddy – vom Album 200 Motels)
- 1971: What Will This Evening Bring Me This Morning (B-Seite: Daddy, Daddy, Daddy – vom Album 200 Motels)
- 1972: Cletus Awreetus-Awrightus (B-Seite: Eat That Question – vom Album The Grand Wazoo)
- 1973: I’m the Slime (B-Seite: Montana – vom Album Over-Nite Sensation)
- 1975: Du Bist Mein Sofa (B-Seite: Stink Foot (from Apostrophe (')) – vom Album One Size Fits All)
- 1976: Find Her Finer (B-Seite: Zoot Allures – vom Album Zoot Allures)
- 1979: Joe’s Garage (B-Seite: Central Scrutinizer – vom Album Joe’s Garage Act I)
- 1979: Stick It Out (B-Seite: Why Does It Hurt (from Joe’s Garage Act I) – vom Album Joe’s Garage Acts II & III)
- 1981: Love of My Life (B-Seite: For the Young Sophisticate – vom Album Tinsel Town Rebellion)
- 1981: Harder Than Your Husband (B-Seite: Dumb All Over – vom Album You Are What You Is)
- 1981: You Are What You Is (B-Seite: Pink Napkins (from Shut Up ’n Play Yer Guitar) – vom Album You Are What You Is)
- 1981: Goblin Girl (B-Seite: Pink Napkins (from Shut Up ’n Play Yer Guitar) – vom Album You Are What You Is)
- 1983: The Man from Utopia Meets Mary Lou (B-Seite: Sex – vom Album The Man from Utopia)
- 1983: Cocaine Decisions (B-Seite: Sex – vom Album The Man from Utopia)
- 1984: Baby Take Your Teeth Out (B-Seite: Stevie’s Spanking – vom Album Them Or Us)
- 1984: In France (B-Seite: unbekannt – vom Album Them Or Us)
- 1984: The Girl in the Magnesium Dress (B-Seite: Outside Now, Again – vom Album Boulez Conducts Zappa: The Perfect Stranger)
- 1988: Sexual Harassment in the Workplace (B-Seite: Watermelon in Easter Hay – vom Album Guitar)
- 1988: Zomby Woof (B-Seite: You Didn’t Try to Call Me – vom Album You Can’t Do That on Stage Anymore, Vol. 1)[5][6][7]

## Videoalben
| Jahr | Titel                      | Höchstplatzierung, Gesamtwochen, AuszeichnungChartplatzierungen (Jahr, Titel, Platzierungen, Wochen, Auszeichnungen, Anmerkungen) | Höchstplatzierung, Gesamtwochen, AuszeichnungChartplatzierungen (Jahr, Titel, Platzierungen, Wochen, Auszeichnungen, Anmerkungen) | Höchstplatzierung, Gesamtwochen, AuszeichnungChartplatzierungen (Jahr, Titel, Platzierungen, Wochen, Auszeichnungen, Anmerkungen) | Höchstplatzierung, Gesamtwochen, AuszeichnungChartplatzierungen (Jahr, Titel, Platzierungen, Wochen, Auszeichnungen, Anmerkungen) | Höchstplatzierung, Gesamtwochen, AuszeichnungChartplatzierungen (Jahr, Titel, Platzierungen, Wochen, Auszeichnungen, Anmerkungen) | Anmerkungen |
| Jahr | Titel                      | DE | AT | CH | UK | US | Anmerkungen |
| ---- | -------------------------- | --- | --- | --- | --- | --- | ----------- |
| 1986 | Does Humor Belong In Music | — | — | — | — | US— GoldUS |             |
| 2004 | Baby Snakes                | DE67 (1 Wo.)DE | — | — | — | US— GoldUS |             |

## Musikvideos
- 2003: Halloween (DVD-Audio Disc)
- 2003: Does Humour Belong In Music?
- 2004: QuAUDIOPHILIAc (DVD-Audio Disc)
- 2007: Apostrophe (’) / Over-Nite Sensation
- 2008: An Evening With Frank Zappa During Which... The Torture Never Stops
- 2012: Zappa On Zappa – The Lost Broadcasts
- 2013: The Torture Never Stops / The Dub Room Special! / Baby Snakes

## Boxsets
| Jahr | Titel Musiklabel                    | Höchstplatzierung, Gesamtwochen, AuszeichnungChartplatzierungen (Jahr, Titel, Musiklabel, Platzierungen, Wochen, Auszeichnungen, Anmerkungen) | Höchstplatzierung, Gesamtwochen, AuszeichnungChartplatzierungen (Jahr, Titel, Musiklabel, Platzierungen, Wochen, Auszeichnungen, Anmerkungen) | Höchstplatzierung, Gesamtwochen, AuszeichnungChartplatzierungen (Jahr, Titel, Musiklabel, Platzierungen, Wochen, Auszeichnungen, Anmerkungen) | Höchstplatzierung, Gesamtwochen, AuszeichnungChartplatzierungen (Jahr, Titel, Musiklabel, Platzierungen, Wochen, Auszeichnungen, Anmerkungen) | Höchstplatzierung, Gesamtwochen, AuszeichnungChartplatzierungen (Jahr, Titel, Musiklabel, Platzierungen, Wochen, Auszeichnungen, Anmerkungen) | Anmerkungen |
| Jahr | Titel Musiklabel                    | DE | AT | CH | UK | US | Anmerkungen |
| ---- | ----------------------------------- | --- | --- | --- | --- | --- | --- |
| 2018 | The Roxy Performances Zappa Records | DE55 (1 Wo.)DE | — | — | — | — | Erstveröffentlichung: 2018 7-CD Boxset, alle vier öffentlichen Shows vom 9. – 10. Dezember 1973 im Roxy Theatre, West Hollywood, Kalifornien |
| 2020 | The Mothers 1970 Zappa Records      | DE30 (1 Wo.)DE | — | CH46 (1 Wo.)CH | — | — | Erstveröffentlichung: 2020 4-CD Boxset, eine Sammlung von Live- und Studioaufnahmen der Mothers of Invention 1970                            |
| 2021 | Capitol Theatre 1978 Timeline       | DE78 (1 Wo.)DE | — | — | — | — | Erstveröffentlichung: 2021 |
| 2022 | Zappa/Erie Timeline                 | DE22 (1 Wo.)DE | — | CH23 (1 Wo.)CH | — | — | Erstveröffentlichung: 17. Juni 2022 6-CD Boxset, Liveaufnahmen von 1974 und 1976, zumeist aus Erie                                           |
| 2023 | Funky Nothingness Timeline          | DE15 (1 Wo.)DE | — | CH21 (1 Wo.)CH | — | — | Erstveröffentlichung: 30. Juni 2023 |

Weitere Boxsets
- 1981: Shut Up ’n Play Yer Guitar
- 1987: Joe’s Garage Acts I, II & III
- 1991: Beat the Boots I
- 1992: Beat the Boots II
- 1995: London Symphony Orchestra, Volumes I & II
- 2006: The MOFO Project/Object (4CD Set) A FZ Audio Documentary
- 2006: The MOFO Project/Object (2CD Set) A FZ Audio Documentary
- 2009: Lumpy Money Project/Object (3CD Set) A FZ Audio Documentary
- 2009: Beat the Boots III
- 2015: Roxy The Movie (DVD/CD oder BD/CD, Roxy The Soundtrack)
- 2017: Halloween 77
- 2019: Zappa in New York 40th Anniversary (Deluxe Edition) (5CD Boxset)
- 2019: Orchestral Favorites 40th Anniversary (Deluxe Edition) (3CD Boxset)
- 2019: Halloween 73 (4CD Boxset mit 4,5 Stunden Livematerial, aufgenommen in Chicago am 31. Oktober 1973)
- 2019: The Hot Rats Sessions (6CD Boxset)
- 2020: Halloween 81 (6CD Boxset, live aufgenommen im Palladium, New York City, 31. Oktober & 1. November 1981)
- 2022: The Mothers 1971 (Super Deluxe 8CD Boxset, live aufgenommen im Fillmore u. a. / Bonus Tracks / Booklet)

## Statistik

### Chartauswertung
|                     | DE     | AT     | CH     | UK     | US     |
| ------------------- | ------ | ------ | ------ | ------ | ------ |
| Nummer-eins-Alben   | DE—DE  | AT—AT  | CH—CH  | UK—UK  | US—US  |
| Top-10-Alben        | DE3DE  | AT4AT  | CH3CH  | UK1UK  | US1US  |
| Alben in den Charts | DE34DE | AT13AT | CH17CH | UK16UK | US33US |

|                       | DE    | AT    | CH    | UK    | US    |
| --------------------- | ----- | ----- | ----- | ----- | ----- |
| Nummer-eins-Singles   | DE—DE | AT—AT | CH—CH | UK—UK | US—US |
| Top-10-Singles        | DE1DE | AT1AT | CH2CH | UK—UK | US—US |
| Singles in den Charts | DE2DE | AT1AT | CH2CH | UK1UK | US3US |

### Auszeichnungen für Musikverkäufe
| Goldene Schallplatte - Australien - 2007: für das Videoalbum Apostrophe(’) / Over-Nite Sensation - Kanada - 1979: für das Album Joe’s Garage Act I. - 1979: für das Album Sheik Yerbouti - Schweden - 1993: für die Single Bobby Brown | Diamantene Schallplatte - Europa (Impala) - 2011: für das Album The Best of Frank Zappa |

Anmerkung: Auszeichnungen in Ländern aus den Charttabellen bzw. Chartboxen sind in ebendiesen zu finden.
| Land/RegionAuszeichnungen für Musikverkäufe (Land/Region, Auszeichnungen, Verkäufe, Quellen) | Silber  | Gold       | Platin | Diamant  | Verkäufe  | Quellen              |
| -------------------------------------------------------------------------------------------- | ------- | ---------- | ------ | -------- | --------- | -------------------- |
| Australien (ARIA)                                                                            | —       | Gold1      | —      | —        | 7.500     | aria.com.au          |
| Deutschland (BVMI)                                                                           | —       | Gold1      | —      | —        | 250.000   | musikindustrie.de    |
| Europa (Impala)                                                                              | —       | —          | —      | Diamant1 | (200.000) | Einzelnachweise      |
| Kanada (MC)                                                                                  | —       | 2× Gold2   | —      | —        | 100.000   | musiccanada.com      |
| Österreich (IFPI)                                                                            | —       | Gold1      | —      | —        | 25.000    | ifpi.at              |
| Schweden (IFPI)                                                                              | —       | Gold1      | —      | —        | 25.000    | sverigetopplistan.se |
| Vereinigte Staaten (RIAA)                                                                    | —       | 4× Gold4   | —      | —        | 1.100.000 | riaa.com             |
| Vereinigtes Königreich (BPI)                                                                 | Silber1 | —          | —      | —        | 60.000    | bpi.co.uk            |
| Insgesamt                                                                                    | Silber1 | 10× Gold10 | —      | Diamant1 |           |                      |